# 2. Sinfonie (Schubert)
Die  Sinfonie Nr. 2 B-Dur (D 125) ist eine Sinfonie von Franz Schubert.

## Entstehung
Schubert schrieb seine Sinfonie Nr. 2 von Dezember 1814 bis März 1815 und widmete sie Innocenz Lang, dem Direktor des Wiener Stadtkonvikts, das Schubert von 1808 bis 1813 besucht hatte. Es ist nicht bekannt, ob die Sinfonie vom Stadtkonvikt auch aufgeführt wurde; die Existenz des Stimmensatzes spricht dafür; die in den Stimmen enthaltenen Fehler sprechen dagegen. Die erste wirklich öffentliche Aufführung der Sinfonie fand jedoch erst 49 Jahre nach Schuberts Tod im Jahre 1877 in London durch den Musikforscher George Grove statt, der in dieser Zeit alle Schubert-Sinfonien zur Aufführung brachte.
Veröffentlicht wurde die Sinfonie im Jahre 1884 im Rahmen der von Johannes Brahms redigierten „Alten Gesamtausgabe“ aller Schubert-Sinfonien durch den Verlag Breitkopf & Härtel.

## Zur Musik

### Orchesterbesetzung
Zwei Flöten, zwei Oboen, zwei Klarinetten, zwei Fagotte, zwei Hörner, zwei Trompeten, Pauken, I. Violine, II. Violine, Bratsche, Violoncello, Kontrabass

### 1. Satz: Largo – Allegro vivace
Der erste Satz gehört mit 614 Takten zu den längsten in Schuberts sinfonischen Werk und wird nur noch vom ersten Satz seiner „Großen C-Dur-Sinfonie“ übertroffen. Er ist, wie auch die restliche Sinfonie, von Repetitionen des musikalischen Materials geprägt. Sein Thema hat Ähnlichkeiten mit dem Hauptthema von Ludwig van Beethovens 1. Sinfonie sowie zu Beethovens Ouvertüre Die Geschöpfe des Prometheus, wird bei Schubert aber auf andere Weise verarbeitet als bei Beethoven.
Der Satz beginnt mit fanfarenartigen, punktierten Dreiklangsrepetitionen der Bläser, die von einer gegensätzlichen Arabeske der Streicher gefolgt werden, die die Dreiklangstöne ansteuern und den Dreiklang auflösen. Die langsame Einleitung dieses Satzes unterscheidet sich von sonstigen konventionellen Sinfonieeinleitungen; Anklänge an Wolfgang Amadeus Mozarts Sinfonie Nr. 39 Es-Dur KV 543 lassen eine Orientierung an diesem Werk vermuten.
In der Exposition erklingt der Hauptsatz zunächst in der Grundtonart, dann auf der II. Stufe (in c-moll) und schließlich in der V. Stufe (in F-Dur), der Seitensatz wiederum in der IV. Stufe (in Es-Dur). Der kantable und mit dem Hauptsatz motivisch eng verbundene Seitensatz ähnelt in Melodieführung und Gliederung dem Hauptthema von Mozarts 12. Klavierkonzert in A-Dur, KV 414.
Die Reprise wiederholt den Hauptsatz auf der IV. Stufe in Es-Dur, danach, auf der VI. Stufe, nicht in f-Moll, sondern in g-Moll und schließlich in der I. Stufe. Der Musikwissenschaftler Hans Joachim Therstappen mutmaßte in diesem Zusammenhang, Schubert „verliert [...] vielfach ganz offensichtlich die Herrschaft über sein Material.“ In Bezug auf die Einsätze in der Reprise wirft Therstappen Schubert Schematismus vor. In diesem Fall hätte Schubert, wie Musikwissenschaftler Wolfram Steinbeck ausführt, den Hauptsatz allerdings nicht in g-Moll, sondern in f-Moll und den Seitensatz nicht in B-Dur, sondern in As-Dur setzen müssen.

### 2. Satz: Andante
Das Thema des zweiten Satz wird fünfmal variiert, bis der Satz schließlich von einer Coda abgeschlossen wird. Es handelt sich innerhalb der sinfonischen Werke Schuberts um den einzigen Variationensatz. Von Variation zu Variation findet eine Fortentwicklung vom Thema weg statt.
Variation I kommt ohne Bass-Stimme aus. Variation II wird von Violoncelli und Kontrabässen vorgetragen, während Variation III erneut auf die Bass-Stimme verzichtet und das Thema in Figurationen auflöst. Letzteres geschieht auch in Variation IV, die zudem im Gegensatz zum Pianissimo der übrigen Variationen im Forte steht und in einer Moll-Tonart (c-Moll) steht. Inhaltlich greift Variation V auf Variation II zurück, da beide eine Synkope auf der zweiten Note des Themas beinhalten.

### 3. Satz: Menuetto. Allegro vivace – Trio
Trotz der Satzbezeichnung Menuetto unterscheidet sich der dritte Satz vom vorhergehenden Satz durch seinen energischen Duktus. Er ist in seinem Aufbau durch Symmetrie geprägt.
Abweichend von der Tradition steht der dritte Satz nicht in der Grundtonart der Sinfonie, sondern in c-Moll.

### 4. Satz: Presto vivace
Auch der vierte Satz dieser Sinfonie gehört innerhalb der Sinfonien Schuberts zu den längsten (nur noch übertroffen durch den Finalsatz der „Großen C-Dur-Sinfonie“). Sein Hauptthema scheint einen Rondosatz einzuleiten.
Die Durchführung besteht aus zwei Teilen und weist mit der Wiederholung des Grundrhythmus und durch ihre Farbgebung auf den späteren Stil Schuberts voraus.
Er beinhaltet viele Ähnlichkeiten mit dem ersten Satz, einer der größten Unterschiede ist, dass die Reprise im Seitensatz nicht in der an dieser Stelle üblichen Grundtonart, sondern in g-Moll steht. Ansonsten gleicht sie in Bezug auf das Thema und die Proportionen normgerecht der Exposition.

## Wirkung
Die englische Presse bescheinigte der Sinfonie nach deren Uraufführung 1877 eine große Nähe zu den Vorbildern Wolfgang Amadeus Mozarts und Joseph Haydns. Doch fand die Aufführung viel Aufmerksamkeit. So schrieb zum Beispiel der „Evening Standard“ am 22. Oktober 1877:

„Es ist gewiss nicht nötig, darauf hinzuweisen, dass Schuberts II. Symphonie in B-Dur auf keinen Fall seinen späten Werken gleich gesetzt werden kann, dennoch war die Aufführung interessant, und die Verantwortlichen am Crystal Palace verdienen unseren herzlichen Dank. Mr Manns und seine Kollegen scheuten keine Mühe für ihre Interpretation der Symphonie, laute Beifallsstürme waren die Folge.“

Veröffentlicht wurde die Sinfonie im Jahre 1884 im Rahmen der von Johannes Brahms redigierten Alten Gesamtausgabe aller Schubert-Sinfonien durch den Verlag Breitkopf & Härtel. Brahms bescheinigte Schuberts so genannten Jugendsinfonien keinen hohen künstlerischen Wert und war der Meinung, „sie sollten nicht veröffentlicht, sondern nur mit Pietät bewahrt und vielleicht durch Abschriften mehreren zugänglich gemacht werden.“
Antonín Dvořák war zu seiner Zeit einer der wenigen Bewunderer der frühen Sinfonien Schuberts, in denen er – trotz des Einflusses von Haydn und Mozart – im „Charakter der Melodien“, der harmonischen Progression und den vielen exquisiten Details der Orchestrierung Schuberts Individualität erkannte.